# Catocala illecta
Catocala illecta är en fjärilsart som beskrevs av Walker 1857. Catocala illecta ingår i släktet Catocala och familjen nattflyn. Inga underarter finns listade i Catalogue of Life.